# Steven Furniss
Steven Furniss (Estados Unidos, 21 de diciembre de 1952) es un nadador estadounidense retirado especializado en pruebas de cuatro estilos, donde consiguió ser medallista de bronce olímpico en 1972 en los 200 metros.

## Carrera deportiva
En los Juegos Olímpicos de Múnich 1972 ganó la medalla de bronce en los 200 metros estilos, con un tiempo de 2:08.45 segundos, tras el sueco Gunnar Larsson que batió el récord del mundo con 2:07.17 segundos, y su paisano estadounidense Tim McKee.
Y en el Campeonato Mundial de Natación de 1975 celebrado en Cali, Colombia, ganó la plata en la misma prueba de 200 metros estilos.